# 尤利亞·瑪麥亞

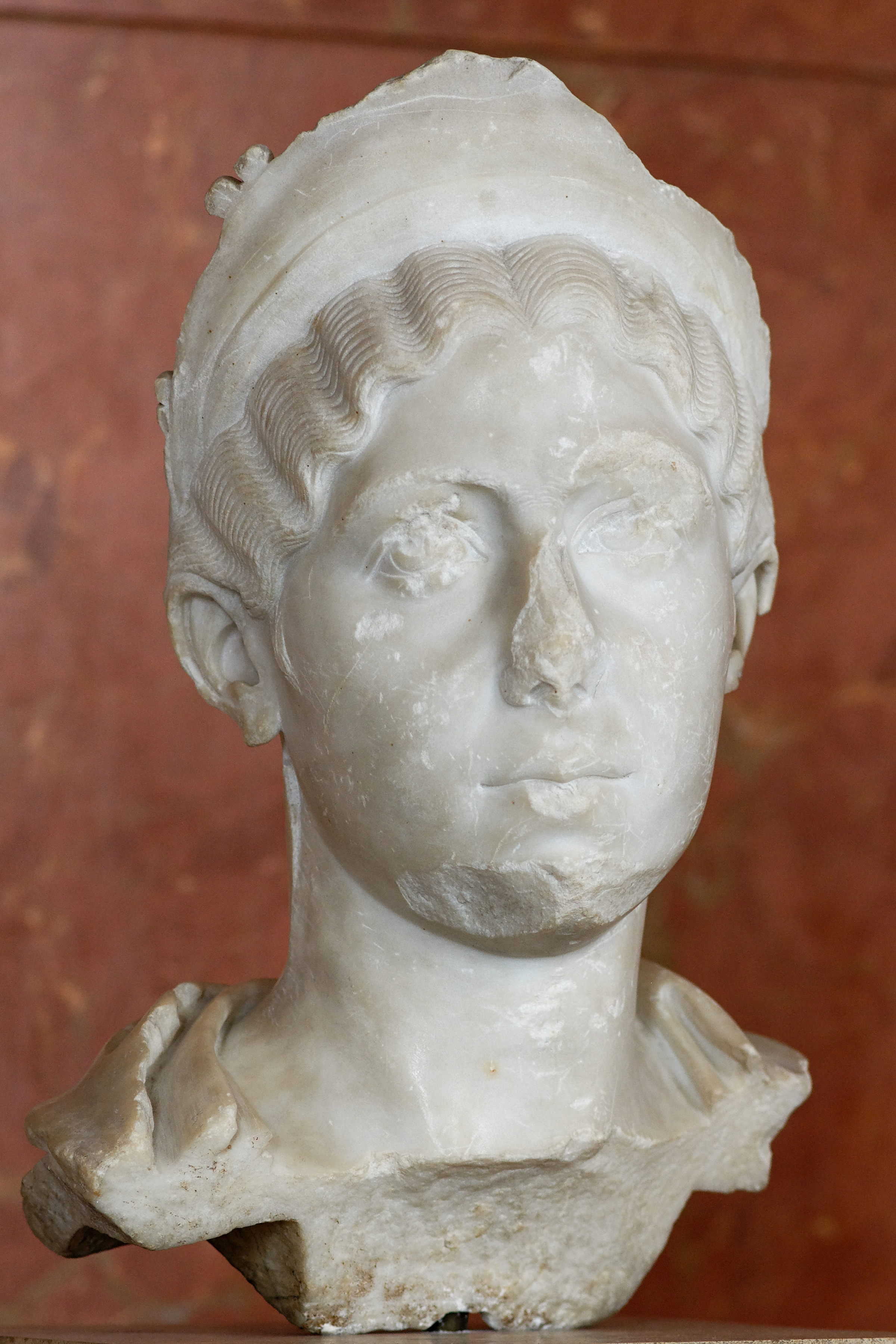
尤利亞·瑪麥亞

尤利亞·瑪麥亞（Julia Mamaea），羅馬帝國時期政治人物，塞維魯王朝的成員。出生於埃梅薩（今敘利亞霍姆斯）。蓋烏斯·尤利烏斯·阿維圖斯·亞利夏努斯與尤利亞·瑪伊莎女兒，尤利亞·索艾米亞斯妹妹。埃拉伽巴路斯被禁衛軍刺殺後軍隊擁立尤利亞·瑪麥亞之子亞歷山大·塞維魯即位。亞歷山大在位期間尤利亞·瑪麥亞掌握實際權力，亞歷山大對她言聽計從。235年母子兩人在上日耳曼尼亞被軍隊殺害。